# Szügyi Zoltán
Vitéz Szügyi Zoltán (Huszt, 1896. február 9. – Budapest, 1967. november 23.) magyar katona, vezérőrnagy, a Szent László hadosztály parancsnoka.

## Élete
Az első világháborúban önkéntes volt, helytállásáért hadapród-őrmesterként arany vitézségi érmet, tisztként III. osztályú katonai érdemkeresztet és III. osztályú Vaskoronarendet kapott. 1923-ban századosként reaktiválták. Később a várpalotai lövésziskola tanára lett. A második világháború alatt 1940–44-ig a kolozsvári hadtestparancsnokságon, majd Pápán az ejtőernyős zászlóalj parancsnoka volt. 1942-től ezredes, a Magyar 2. hadsereg 43. gyalogezredének parancsnokaként 1942–1943 részt vett a Don menti harcokban és a visszavonulásban. Az 1943 januári szovjet áttörés lassítása és részbeni feltartóztatása miatt kitüntették. 1944-ben a Szent László hadosztály megszervezésekor annak parancsnoka lett vezérőrnagyként. Részt vett a Garam menti, majd a dunántúli harcokban.
Közben felvette a kapcsolatot báró Atzél Ede útján a szovjetellenes nemzeti ellenállással. Céljuk az volt, hogy a hadosztályt nyugatra mentve az odaérkező brit alakulatok előtt kapituláljanak, megtartva ezzel a hadosztályt a háború utánra. 1945. május 10-én, már a háború európai befejezése után, sikerült alakulatai zömét a Kor-Alpok nehéz hegyi útjain az angol megszállási övezetbe átmenteni.

### A háború után
A budapesti kormány háborús bűnösség címén kikérte az angoloktól, akik felkínálták neki a szökés lehetőségét, de nem élt vele. A Népbíróság 1948. február 23-án 10 évre ítélte, mely ítéletet a Népbíróságok Országos Tanácsa 1949. november 28-án érvénytelenített, és helyette életfogytig tartó fegyházbüntetésre ítélte. Az 1956-os forradalom idején kiszabadult, de hamarosan ismét börtönbe került. 1957 őszén „kegyelmet” kapott, majd segédmunkásként dolgozhatott.

## Emlékezete
Hamvai a Farkasréti temetőben nyugszanak. Szügyi Zoltánt a Legfelsőbb Bíróság 1994. március 31-én a háborús bűnösség vádja alól felmentette.